# Coma (óptica)

Coma de uma única lente. Sobre um único plano ao longo do eixo óptico os cones de luz produzem um efeito de "cabelo longo" (do latim, coma).

Em óptica(especialmente em telescópios), a coma (/ˈkoʊmə/), ou aberração de coma, em um sistema ótico refere-se à aberração inerente a certos tipos de instrumentos ópticos ou devido a imperfeições na lente ou em outros componentes que causa a distorção de fontes puntiformes que estejam fora do eixo óptico do instrumento, tal como estrelas vistas por um telescópio. Isso faz com que os objetos vistos sejam percebidos como tendo algo semelhante a uma coma cometária. Especificamente, o efeito de coma é definido como uma variação na magnificação na pupila de entrada. Em sistemas óticos refratores ou difratores, especialmente aqueles cuja imagem é composta por um intervalo espectral extenso, a intensidade do efeito de coma pode ser função do comprimento de onda; neste caso, ocorre uma forma de aberração cromática.

## Descrição geral
A coma é uma propriedade inerente dos telescópios que utilizam espelhos parabólicos. Diferentemente de um espelho esférico, raios paralelos ao eixo óptico são perfeitamente focalizados em um único ponto, independentemente de em que ponto atinjam o espelho; isto é, o espelho parabólico não sofre o efeito de aberração esférica. Contudo, isso é verdade somente para os raios que de fato são paralelos ao eixo da parábola: quando os raios incidentes atingem o espelho com um certo ângulo de incidência, raios individuais não são refletidos para um mesmo ponto. Para uma fonte puntiforme que não está perfeitamente alinhado com o eixo óptico, uma parte dos raios de luz incidente vindos desse ponto atingirá o espelho a um certo ângulo. Isso faz com que uma imagem que não está no centro do campo de visão pareça ter forma de cunha. Quanto maior for a distância ao eixo óptico (isto é, quanto maior for o ângulo subentendido pelo ponto com o eixo), mais intenso será o efeito. Esse fenômeno faz com que as estrelas aparentem ter uma coma cometária, tal qual um cometa, sendo o mesmo termo utilizado para descrever o efeito.